# 加比
加比（法語：Gaby，法語發音：[ɡabi]）是意大利瓦莱达奥斯塔大区的一个市镇。总面积32.46平方公里，人口491人，人口密度15.1人/平方公里（2009年）。ISTAT代码为007029。